# Кравці
Кравці́ — село в Україні, в Криворізькому районі Дніпропетровської області. Входить до складу Гречаноподівської сільської громади. Населення — 86 мешканців.

## Географія
Село Кравці знаходиться на відстані 1,5 км від села Подидар та за 2 км від сіл Одрадне і Озерне. Навколо села кілька іригаційних каналів.

## Історія
24 квітня 2003 року селищу Кравці наданий статус села.
До 2016 року орган місцевого самоврядування — Степова сільська рада.

## Населення

### Мова
Розподіл населення за рідною мовою за даними перепису 2001 року:
| Мова       | Відсоток |
| ---------- | -------- |
| українська | 94,2 %   |
| російська  | 5,8 %    |

## Інтернет-посилання
- Погода в селі Кравці [Архівовано 7 червня 2016 у Wayback Machine.]

1. ↑  Рідні мови в об'єднаних територіальних громадах України — Український центр суспільних даних